# Vîsoke, Tomașpil
Vîsoke (în ucraineană Високе) este o comună în raionul Tomașpil, regiunea Vinnița, Ucraina, formată numai din satul de reședință.

## Demografie
Componența lingvistică a satului Vîsoke
     Ucraineană (99,63%)
     Alte limbi (0,37%)
Conform recensământului din 2001, majoritatea populației satului Vîsoke era vorbitoare de ucraineană (99,63%), existând în minoritate și vorbitori de alte limbi.